# راجين أوبوتشي
راجين أوبوتشي (باليابانية: 大渕 来珠) (مواليد 21 يوليو 2003) هو لاعب كرة قدم ياباني.

## وصلات خارجية
- راجين أوبوتشي على موقع رابطة كرة القدم اليابانية للمحترفين (اليابانية)
- راجين أوبوتشي على موقع قاعدة بيانات كرة القدم.إي يو (الإنجليزية)
- راجين أوبوتشي على موقع Soccerway.com (الإنجليزية)
- راجين أوبوتشي على موقع عالم كرة القدم.نت (الإنجليزية)